# Place de la Constitution (Kharkiv)
Pour les articles homonymes, voir Place de la Constitution.
La place de la Constitution (en ukrainien : Майдан Конституції) est une infrastructure de Kharkiv dans le raïon de Chevtchenko en Ukraine.

## Historique
C'est une place longue 500 mètres dans le raïon de Chevtchenkoqui accueille de nombreuses infrastructures. Elle a porté le nom de Yarmarkova, puis de Mykolaïvska et de Teveleva.

## Bâtiments remarquables et lieux de mémoire
Le Musée d'histoire de Kharkiv et le Monastère de l'Intercession de Kharkiv ont chacun une façade sur la place.

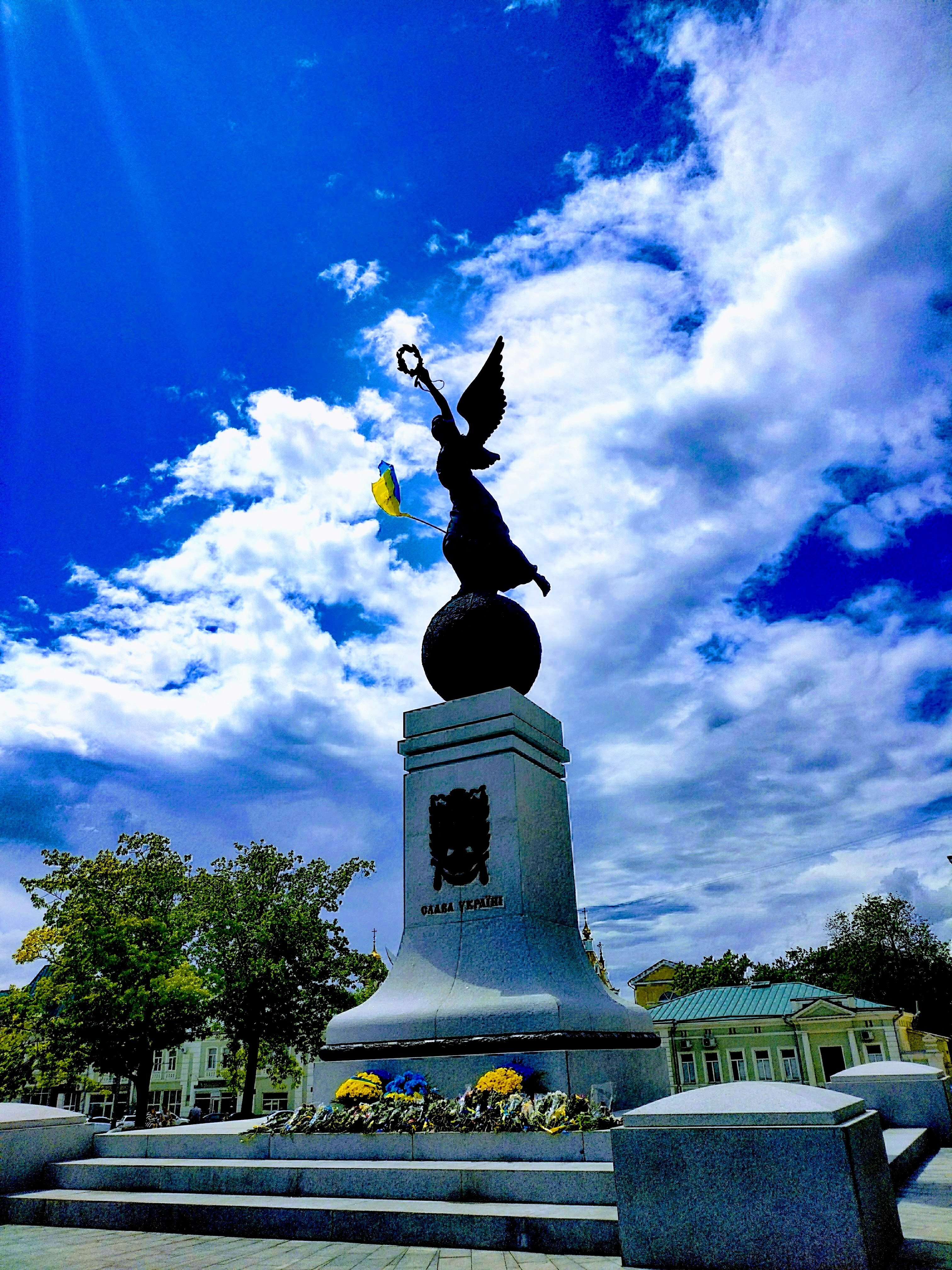
Monument de l'Indépendance classé[1].
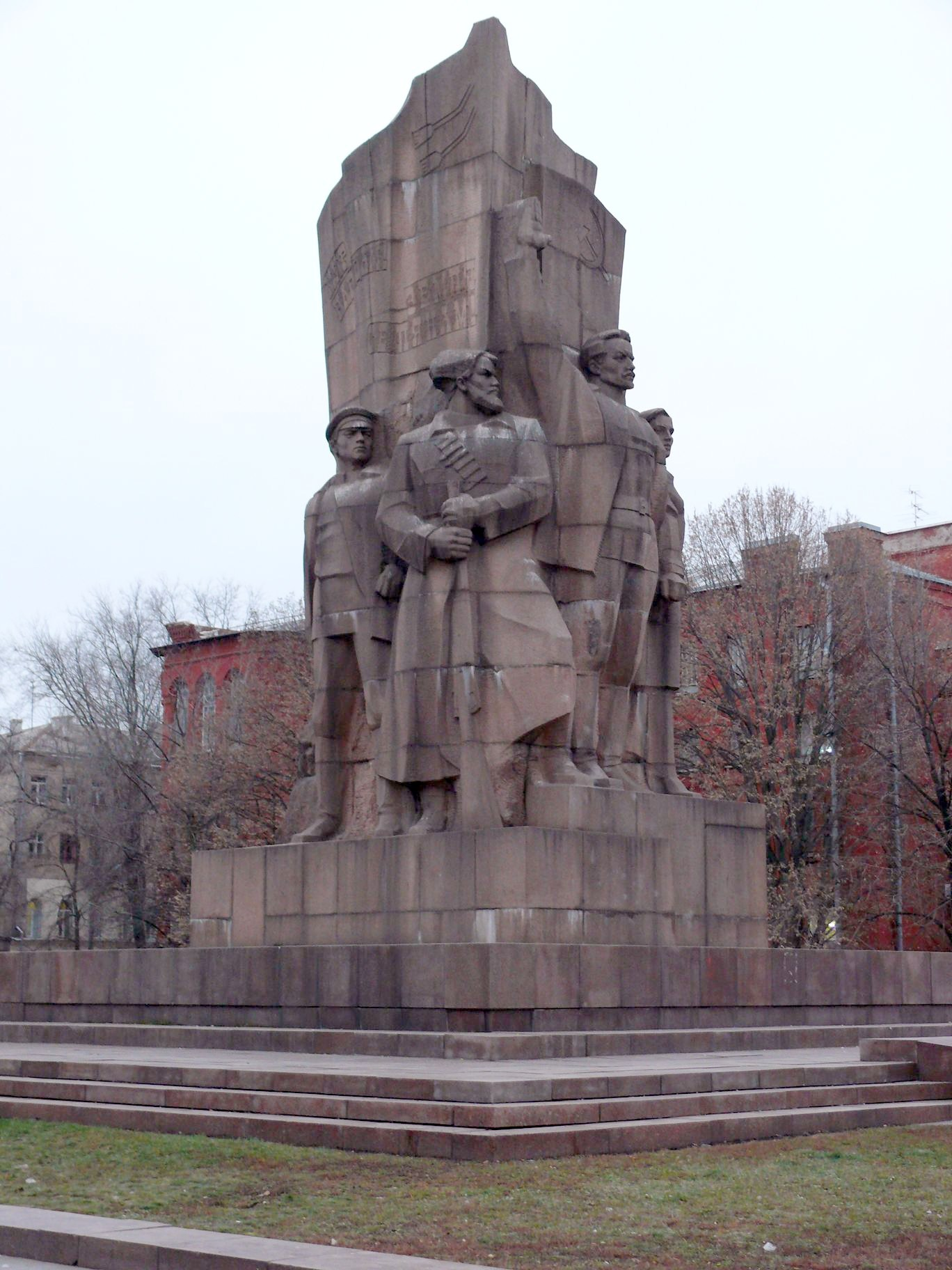
Monument à l'établissement de l'U.R.S.S. classé[2].
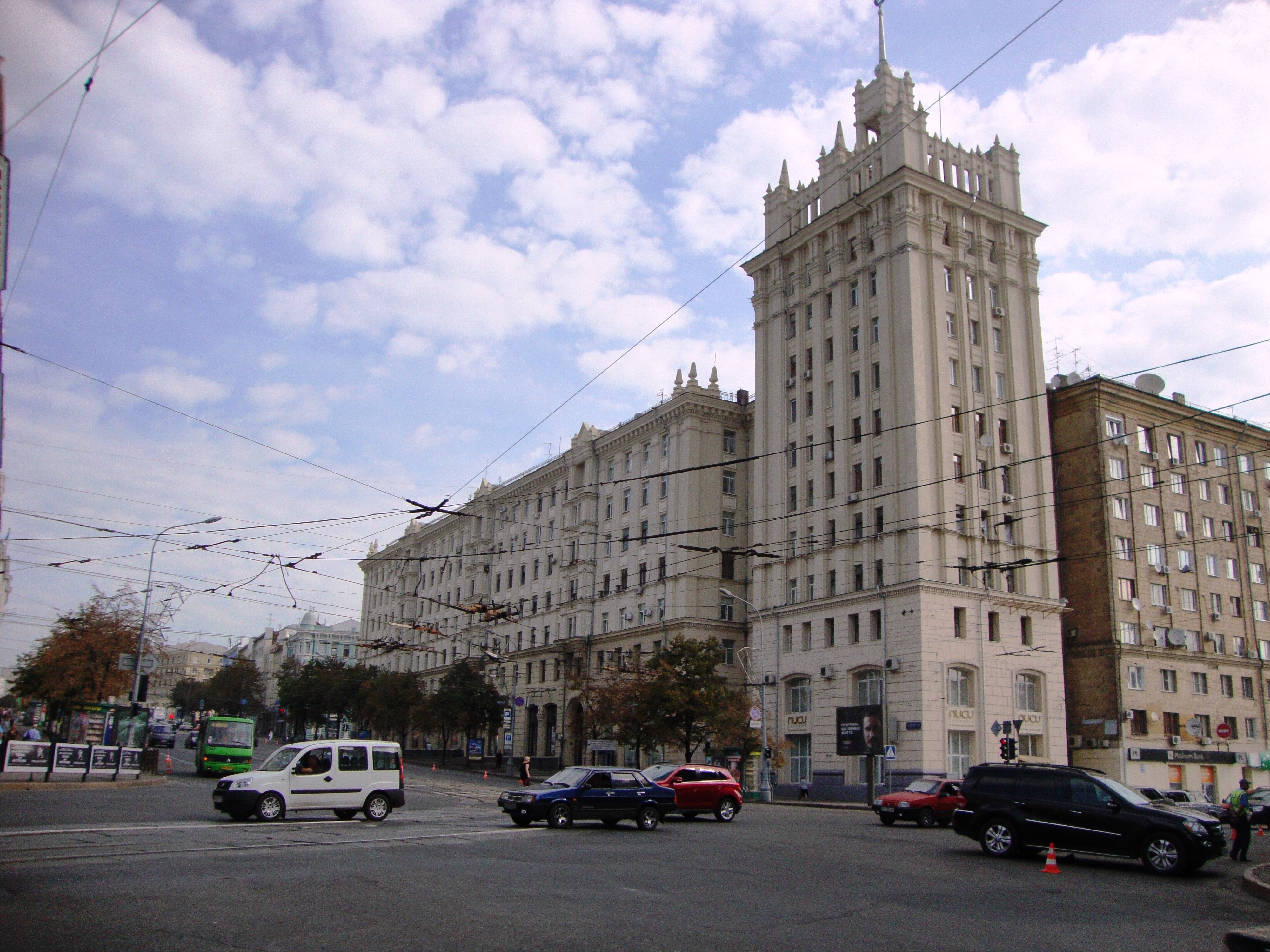
Bâtiment Turboatom classé[3].
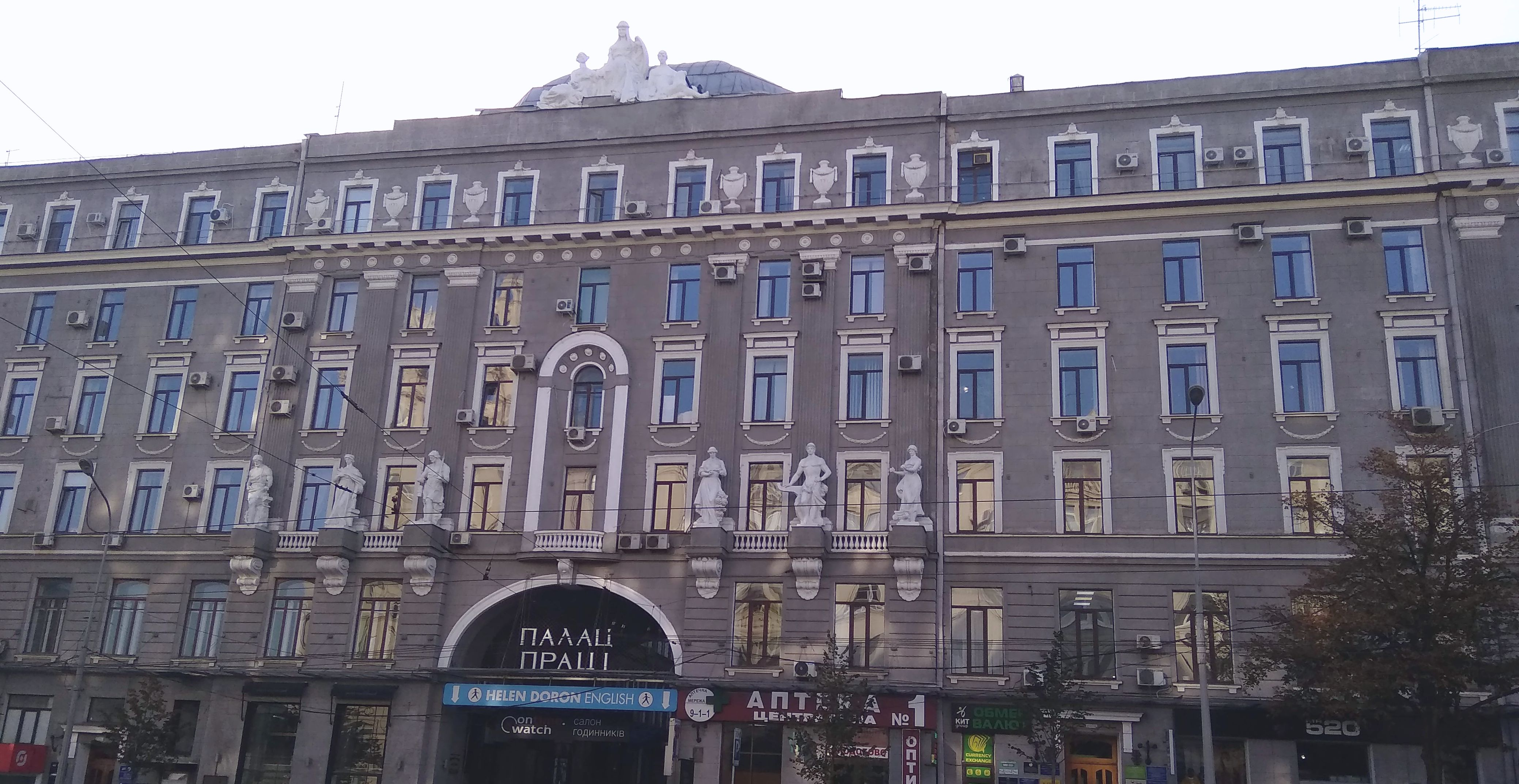
Palais du Travail classé
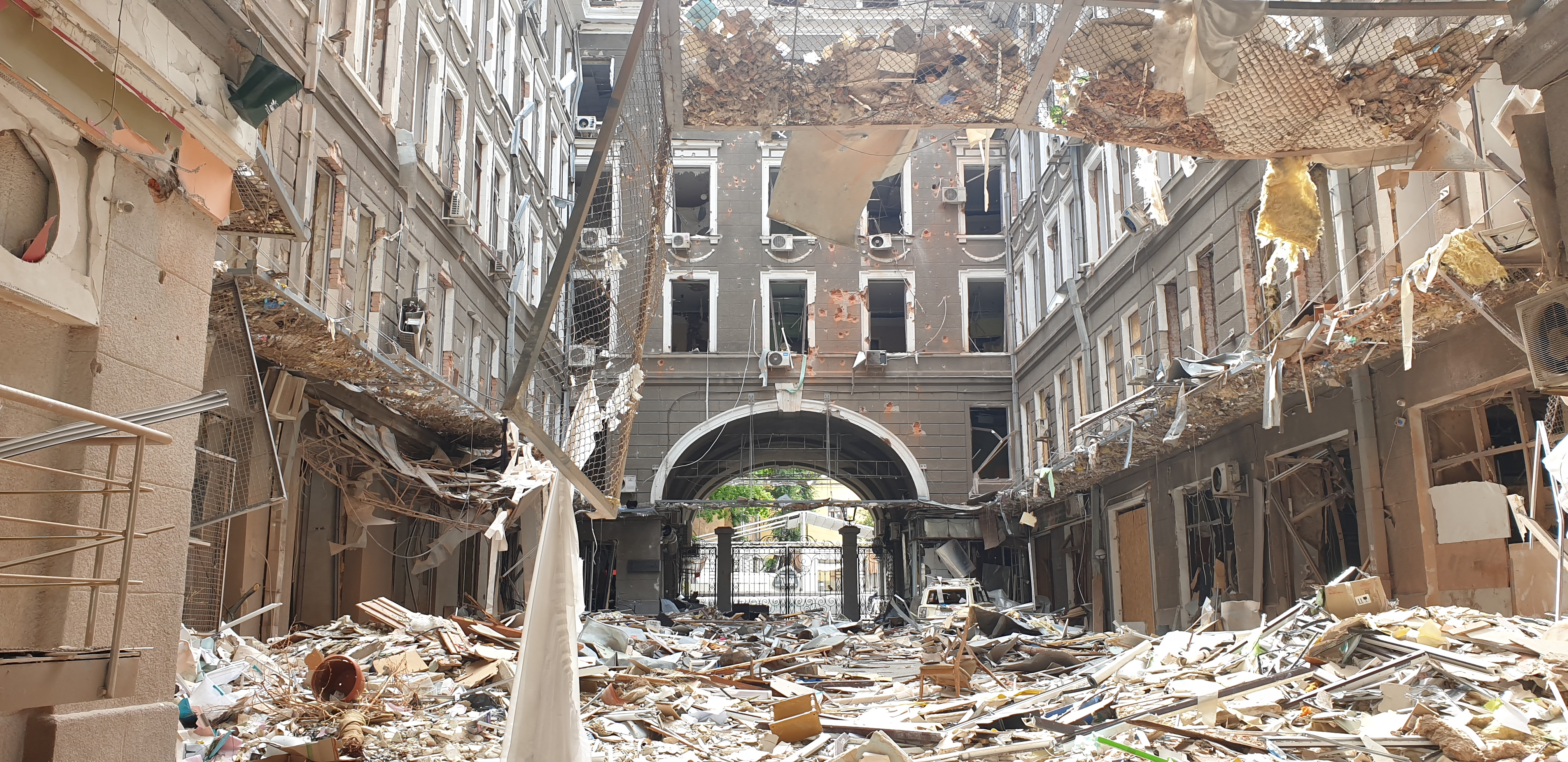
et touché le 22 mars 2022.
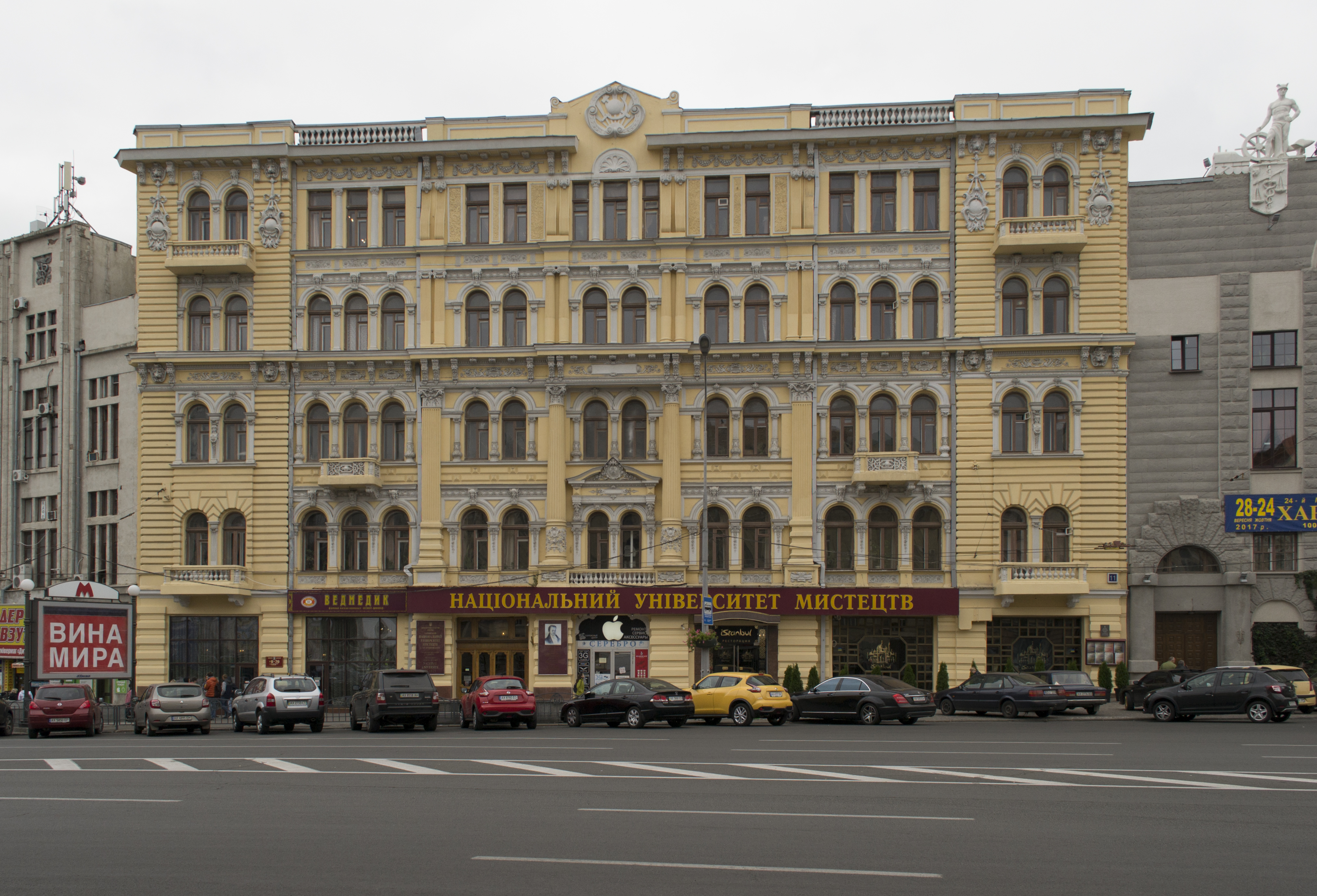
Le conservatoire classé[5].
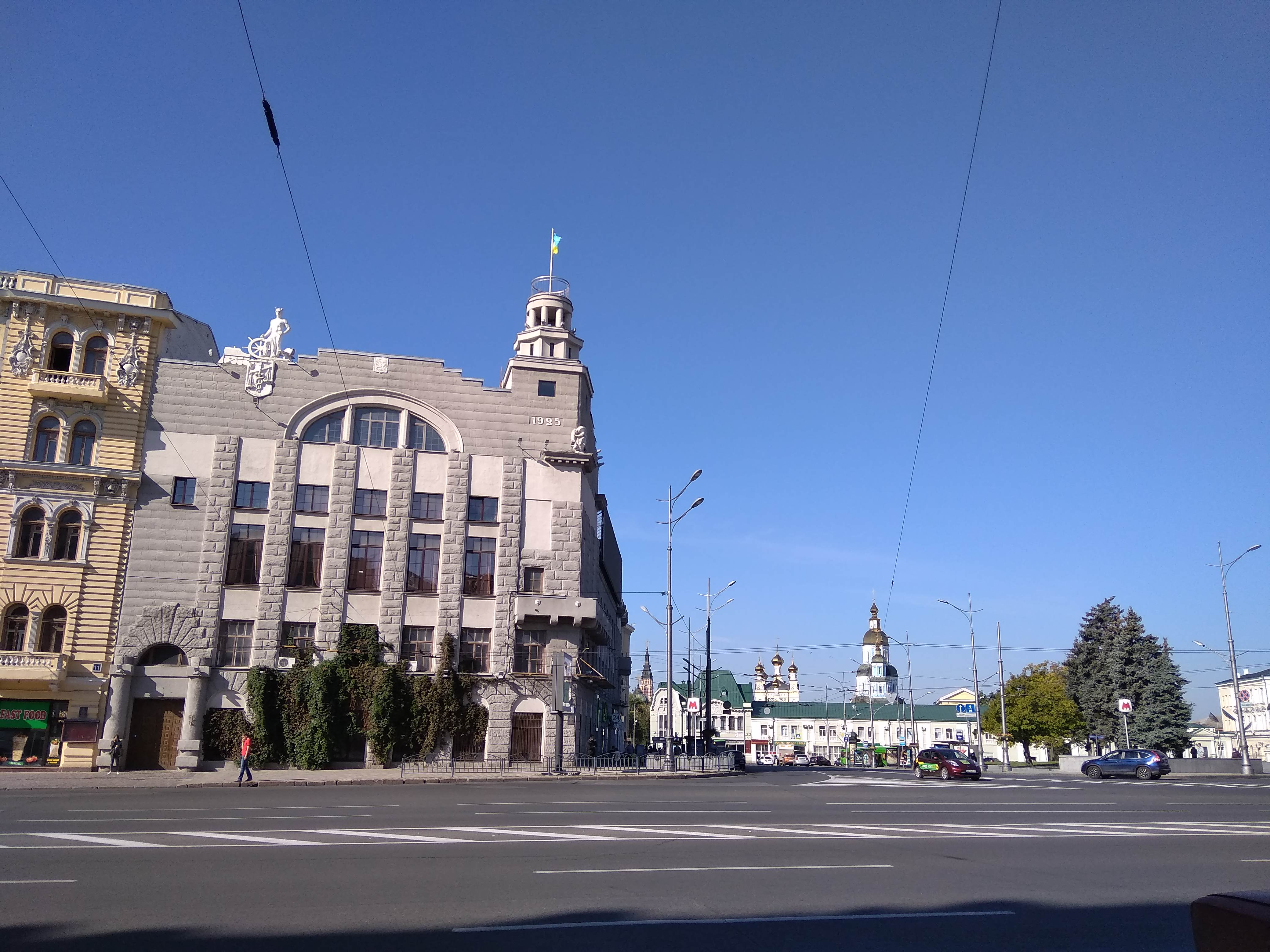
Bâtiment classé[6].
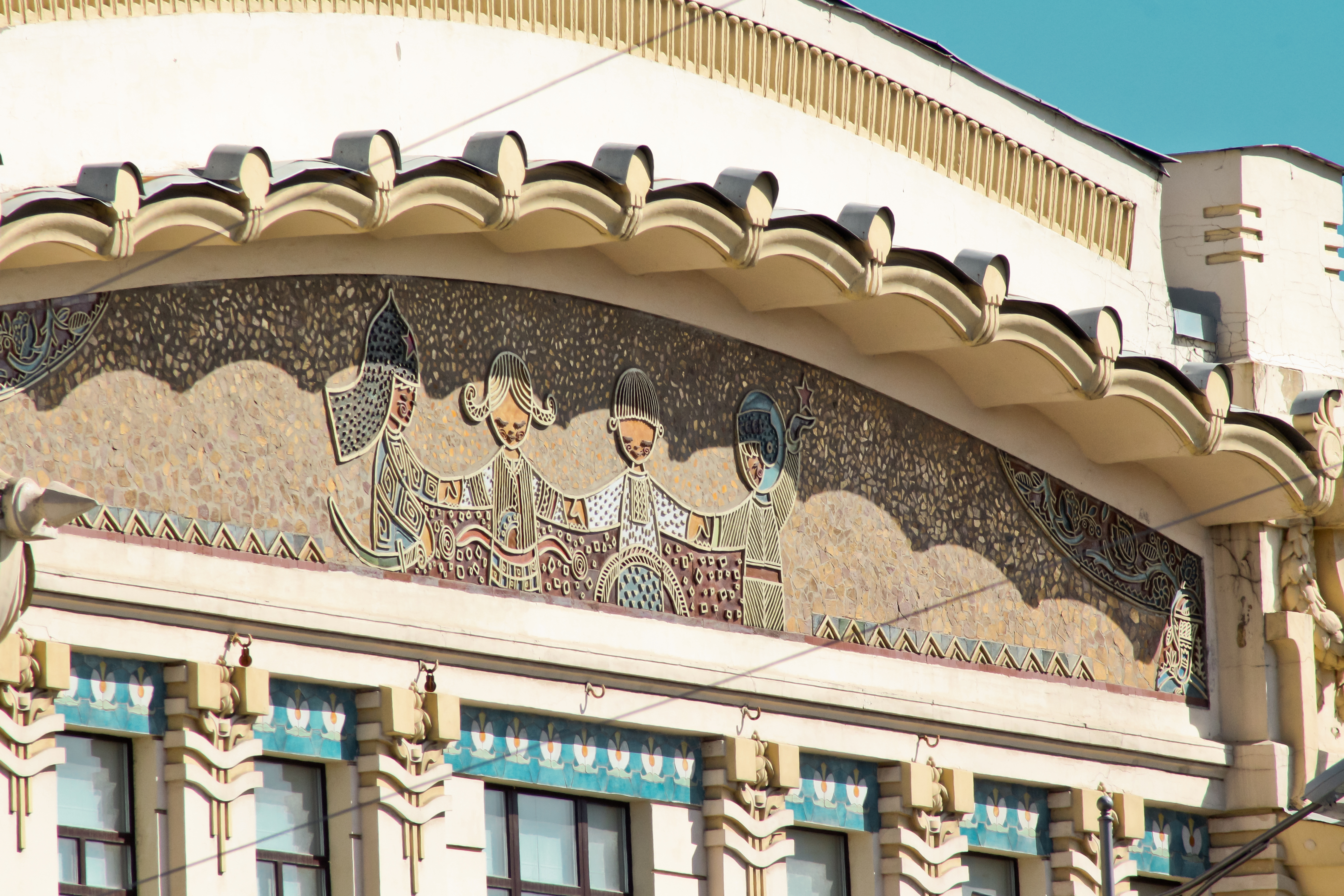
Mosaïque de la banque Volga-Kamsky classée[7].
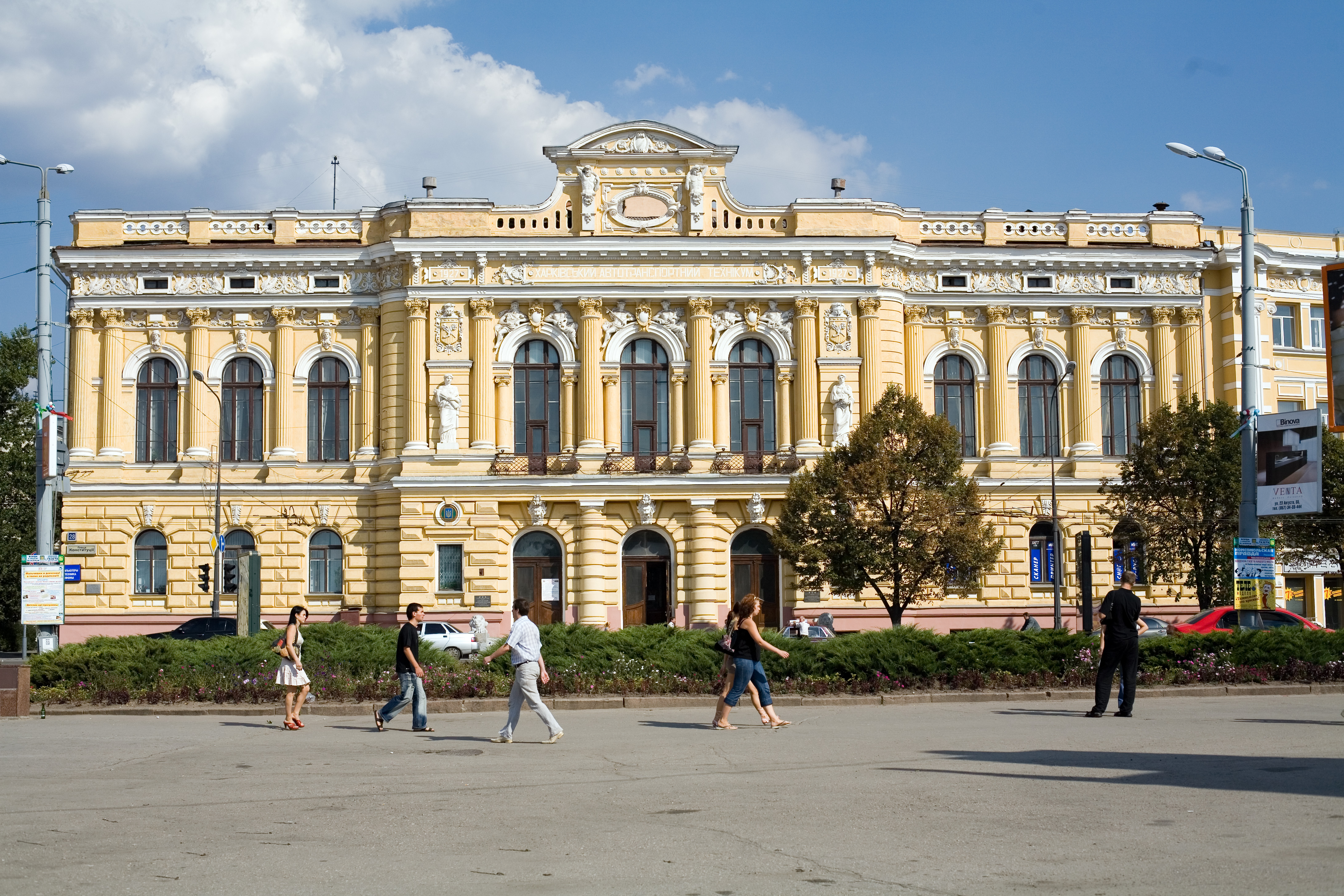
Collège technique, ancienne banque Zemelny classée[8].